# أمين باشا
إسحاق إدوارد شنيتسر  (بالعبرية: אמין פאשה‏) المعروف ب أمين باشا (28 مارس 1840م – 23 أكتوبر 1892)، ضابط ألماني، مدير ومسكتشف في إفريقيا، قدم مساهمات جغرافية في السودان وأواسط إفريقيا.

## الاسم عند الولادة
اسم الكامل عند الولادة  إسحاق إدوارد شنيتزر، ولُد في أوبلِن في سيليسيا (حالياً أبولوسكي، بولندا) في 28 مارس 1840.

## بدايته
عمل طبيبًا في ألبانيا التي أصبحت فيما بعد جزءًا من تركيا، وهناك أطلق عليه الناس اسم أمين. وفي نهاية عام 1875م، انتقل أمين إلى السودان الذي كان يُحكم من قبل مصر.
في عام 1876م ذهب إلى إقليم الاستوائية في السودان لينضم إلى جماعة الكولونيل تشارلز غوردون القيِّم على جنوبي السودان. وفي عام 1878م، أصبح أمين باشا حاكماً للاستوائية وبدأ اكتشافاته في عام 1885م. أجبرت الثورة السودانية بقيادة الإمام محمد أحمد المهدي أمين باشا على الانسحاب إلى الجنوب، وهو ما يُعرف اليوم بأوغندا. وفي عام 1888م وصل فريق التفتيش بقيادة هنري مورتن ستانلي، الصحفي المغامر ـ الذي اشتهر باكتشاف مكان وجود ديفيد لفينجستون في أفريقيا ـ إلى أوغندا وأقنع ستانلي أمين بمغادرة المواقع الداخلية. وفي عام 1890م، انضم أمين إلى الحملة الألمانية إلى شرقي إفريقيا التي حكمت ما يُعرف اليوم باسم تنزانيا.

## وفاته
قام أمين بقيادة حملة إستكشافية إلى أعلى منطقة الكونغو حيث قتله الإفريقيون في 23 أكتوبر 1892 (عن عمر 52 عاماً)

## روابط خارجية
- أمين باشا على موقع الموسوعة البريطانية (الإنجليزية)
- أمين باشا على موقع إن إن دي بي (الإنجليزية)